# Задзим (гмина)
Задзим (пол. Zadzim) — сельская гмина (волость) в Польше, входит как административная единица в Поддембицкий повет, Лодзинское воеводство. Население — 5416 человек (на 2004 год).

## Сельские округа
1. Адамка
2. Бонки
3. Богуцице
4. Браткув-Дольны
5. Хархув-Ксенжы
6. Хархув-Паньски
7. Ходаки
8. Домбрувка
9. Дзежонзна-Шляхецка
10. Гурки-Задзимске
11. Грабина
12. Ивоне
13. Ежев
14. Клонишев
15. Крашин
16. Малынь
17. Марцинув
18. Оток
19. Палки
20. Петрахы
21. Пётрув
22. Ралевице
23. Руда-Ежевска
24. Жехта-Дружбиньска
25. Жечица
26. Скенчно
27. Стефанув
28. Вежхы
29. Воля-Флящына
30. Воля-Залеска
31. Задзим
32. Зыгры
33. Жерники

## Прочие поселения
1. Альфонсув
2. Амерыка
3. Аннув
4. Анусин
5. Бабенец
6. Браткув-Гурны
7. Буды-Братковске
8. Буды-Ежевске
9. Буды-Рудзке
10. Домбрувка-Шадковска
11. Дзядув
12. Глоговец
13. Грабинка
14. Хилярув
15. Янин
16. Янки
17. Юзефув
18. Казимежев
19. Келпин
20. Круцице
21. Лешкомин
22. Максымилианув
23. Недзвядне
24. Нова-Грабина
25. Нове-Ралевице
26. Новины
27. Новы-Свят
28. Одвет
29. Осада
30. Пила
31. Под-Гуры
32. Розцешин
33. Рудунки
34. Садзиско
35. Сикоры
36. Стара-Грабина
37. Сухы-Ляс
38. Щавно-Жечицке
39. Уршулин
40. Устроне
41. Валентынув
42. Вюжиско
43. Воля-Домбска
44. Воля-Сыпиньска
45. Вырембув
46. Заборув
47. Залесе
48. Замлыне
49. Зарембув
50. Завады
51. Зелёна-Выгода
52. Зыгмунтув

## Соседние гмины
1. Гмина Лютомерск
2. Гмина Пенчнев
3. Гмина Поддембице
4. Гмина Шадек
5. Гмина Варта
6. Гмина Водзерады